# شهرستان کلمبیا (فلوریدا)
شهرستان کلمبیا، فلوریدا (به انگلیسی: Columbia County, Florida) یک سکونتگاه مسکونی در ایالات متحده آمریکا است که در فلوریدا واقع شده‌است.

## خصوصیات
شهرستان کلمبیا ۲٬۰۷۴٫۵۹ کیلومترمربع مساحت دارد.